# 生態災難

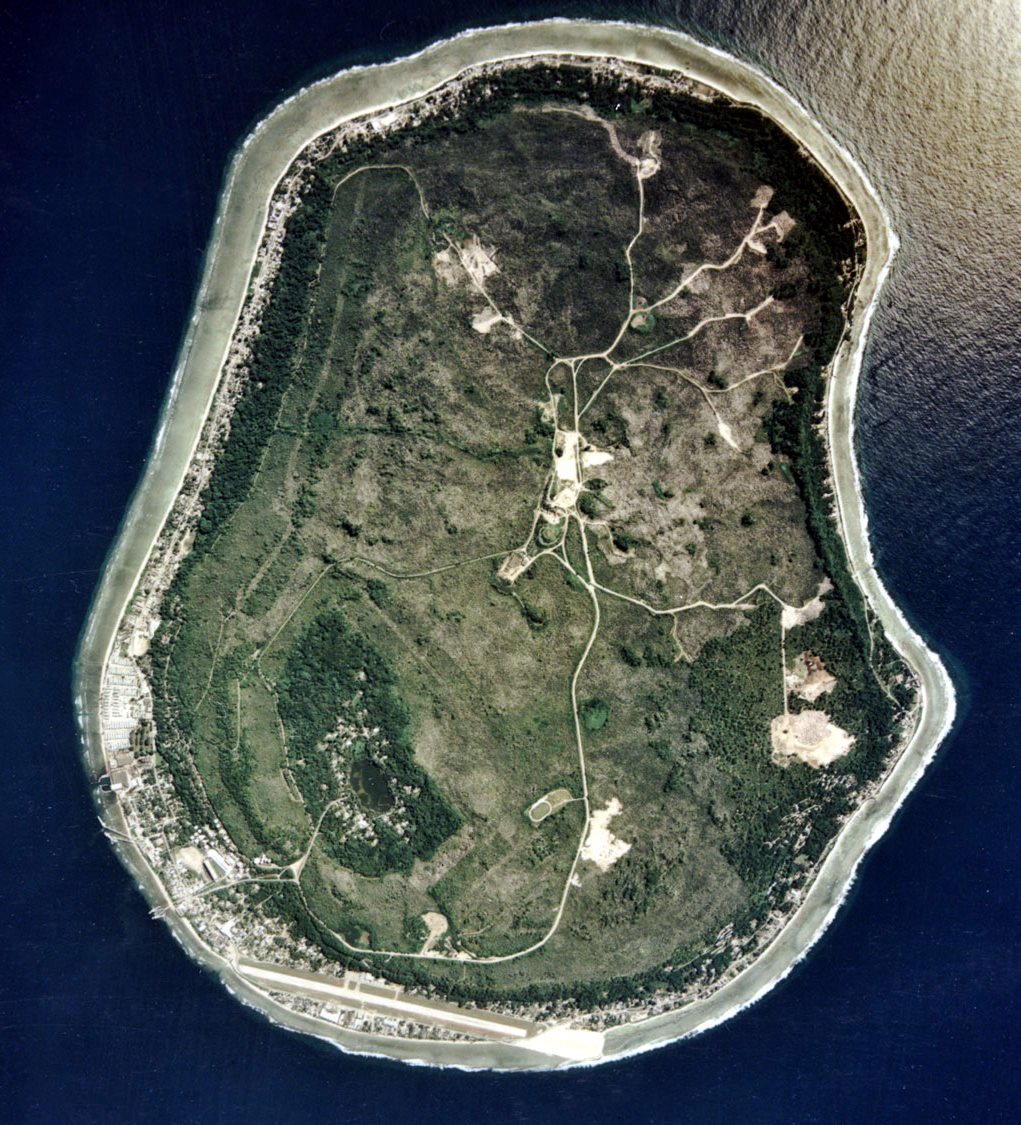
礦業曾覆蓋瑙魯島上63%的面積，現已重新植林

生態災難有別於天然災難，是因為人類行為而引起的。人類對生態系統的改變，會有廣泛及長遠的影響，物種可能因此而死亡或消失。

## 世界著名生態災難
- 塞維索事件：1976年意大利米蘭以北15公里發生化學物質2,3,7,8-四氯雙苯環二噁英（TCDD）洩漏事故，雖然沒有對人類帶來即時危險，但往後兩年8萬頭動物仍要被消毀，以妨有害物質進入食物鏈。
- 阿莫科·卡迪茲號漏油事件（英语：Amoco Cadiz oil spill），1978年阿莫科·卡迪茲號運油船於法國擱淺，船身斷為兩截，漏出160萬桶原油。
- 博帕爾事件：1984年印度博帕爾貧民區附近一所農藥廠發生氰化物洩漏事件，導致8千人於兩星期內先後死亡，超過50萬人受傷，部份永久殘廢。
- 切爾諾貝爾核事故：1986年切爾諾貝爾核電廠第四號反應爐發生了爆炸，引發大火並散發出大量高輻射物質到大氣層中，核輻射塵污染過的雲層飄至整個歐洲和北美部份地區。這次災難所釋放出的輻射線劑量是廣島原子彈的400倍以上。
- 阿拉斯加港灣漏油事件：1989年埃克森油輪觸礁，導致泄漏了1,100萬加侖原油，覆蓋了四千多平方公里的海面，當地捕魚業被徹底摧毀，油公司花費了20億美元清理油污，並且支付了數以百萬計的賠償金額。
- 普拉德霍灣漏油事件（英语：Prudhoe Bay oil spill）：2006年26萬多加侖的原油遭泄漏，油公司需要支付2千萬美元的罰款。
- 墨西哥灣漏油事故：2010年「深水地平線」（Deepwater Horizon）的外海鑽油平臺爆炸，溢出將近490萬桶原油，事件中11人死亡，17人受傷。

## 伸延閱讀
- Davis, Lee. . New York: Facts On File, Inc. 1998. ISBN 0-8160-3265-3.